# Casa al carrer Pi i Sunyer, 5 (Roses)
La Casa al carrer Pi i Sunyer, 5 és una obra eclèctica de Roses (Alt Empordà) inclosa a l'Inventari del Patrimoni Arquitectònic de Catalunya.

## Descripció
Edifici ubicat al centre històric de la ciutat, en segona línia de mar, en un carrer per a vianants, molt a prop de la Riera Ginjolers, soterrada i convertida en rambla.
Es tracta d'un edifici entre mitgeres, de planta rectangular, format per planta baixa i dues plantes pis, amb la façana ordenada segons els eixos verticals que marquen les obertures. La planta baixa ha estat totalment transformada i, actualment, es troba ocupada per una farmàcia. Els pisos superiors mantenen la mateixa composició pel que fa a les obertures i els detalls ornamentals. Cada pis presenta una finestra cega d'obertura rectangular, emmarcada i decorada amb una motllura de tonalitat gris clar, i al costat dret, un finestral de les mateixes característiques, amb sortida a un balcó amb barana de ferro decorada i llosana motllurada. Els balcons estan sustentats mitjançant mènsules estriades i decorades amb botons. El coronament està format per una cornisa amb voladís sostingut per mènsules decorades de la mateixa manera que les dels balcons, damunt la qual hi ha la testera esglaonada amb balustrada.